# Across the Hall (film 2009)
Across the Hall è un film del 2009 scritto, montato e diretto da Alex Merkin.

## Trama
Terry scopre che la sua ragazza, June, ha prenotato una stanza in un hotel con un altro uomo, provocandogli un impeto di furia quasi omicida. Nel disperato tentativo di sentire una voce amica, Terry chiama il suo migliore amico, rivelandogli di essere in una stanza d'albergo di fronte a quella di June e prevede di uccidere il suo amante.